# Morland (Engeland)
Morland is een civil parish in het district Eden in Cumbria, Engeland. Het omvat de hamlets Town Head en Morland Moor. De kerk, St.Lawrence, is vernoemd naar Laurentius van Rome en heeft een Angelsaksische toren. De parochie omvat tevens Kings Meaburn, Newby en Sleagill.